# Meloe perplexus
Meloe perplexus es una especie de coleóptero de la familia Meloidae.

## Distribución geográfica
Habita en Pennsylvania.